# Прусий II
Прусий II Охотник (др.-греч. Προυσίας ὁ Κυνηγός, Prousías ho Kunēgós) — царь Вифинии, правивший в 182—149 годах до н. э. Сын царя Прусия I. Был женат на сестре македонского царя Персея Апаме.

## Основная информация
По мнению многих древних и современных историков, «друг и союзник римского народа», Прусий II показал себя откровенным вассалом растущей Римской республики. В 156—154 годах до н. э. воевал с пергамским царем Атталом II, в ходе войны подверг бессмысленному разрушению пергамские святилища. Замыслил убийство своего сына Никомеда, однако последний заручился поддержкой Аттала II, овладел Никомедией и захватил своего отца. В храме Зевса Прусий II был казнён по приказу сына: его забросали камнями.
Царь Прусий, с безобразным лицом, да и души не лучшей, полчеловека на вид, трус и баба в военном деле. И действительно, он был не только труслив, но и не любил никакого труда и вообще во всех случаях жизни проявлял дряблость души и тела. Если ни один народ не выносит такого рода слабостей в своих царях, то народ вифинский в особенности. Кроме того, Прусий со всею разнузданностью предавался чувственным наслаждениям. Просвещение, философия и связанные с нею занятия были ему совершенно чужды; словом, он не имел ни малейшего представления о доблести, день и ночь проводя как Сарданапал варвар.
В то же время, например, О. Л. Габелко отмечает, что Прусий II был хорошим дипломатом, сначала добившись в начале своего царствования территориальных уступок от Эвмена II, а затем обретя союзников в Азии и Европе для дальнейшей борьбы с Пергамом. В отношениях с греками Прусий II, желая повысить свой престиж и получить поддержку эллинов, стремился выступать в роли благодетеля различных городов и храмов, «в чём он явно превзошёл своего отца.» Хотя при этом действия Прусия II были менее последовательными, и в ходе Второй вифинской войны его репутации был нанесён большой урон. Во время вооружённого противостояния с Атталом II Прусий II подчинился требованиям сената далеко не сразу. Таким образом, по мнению исследователя, «Прусий II является, пожалуй, наиболее сложной фигурой из всех царей Вифинии», и его политика «при всей её двусмысленности и противоречивости, носила самостоятельный характер и была, как и прежде, направлена на выдвижение Вифинии на лидирующие роли в регионе».

## В культуре
Прусий стал персонажем трагедии Пьера Корнеля «Никомед» (1651).